# Dari (textil)
Denna artikel handlar om mattan Dari. För språket Dari, se Dari

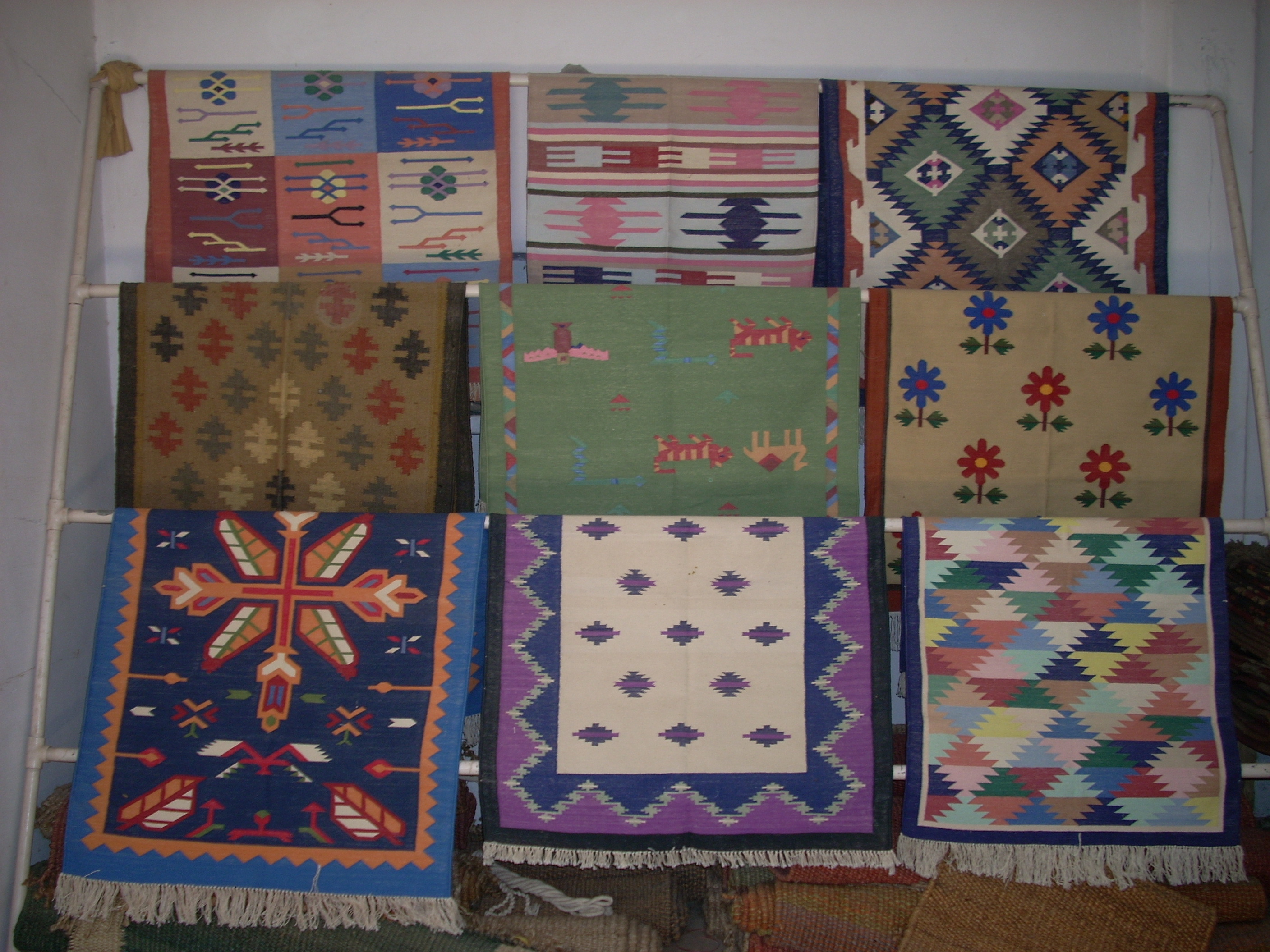
Daris från Rajasthan

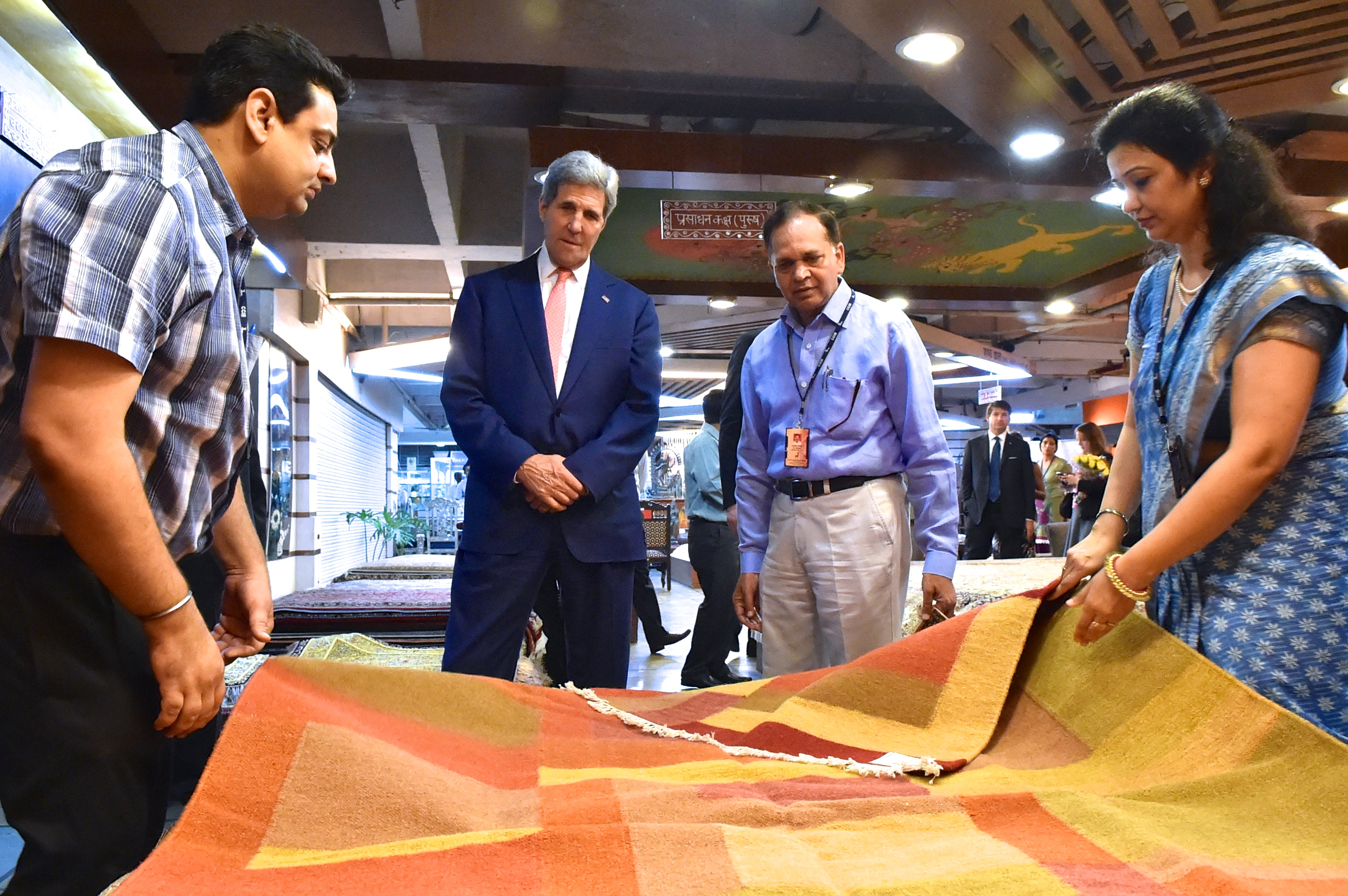
USA:s dåvarande utrikesminister John Kerry beser daris i Cottage Emporium i New Delhi 2014

Dari (hindi: दरी, engelska: durrie eller dhurrie) är en typ av tunn slätvävd textil använd som sängtäcken och mattor, som tillverkas i Indien, Myanmar och Pakistan. Vävtekniken är lik den för turkiska kelim och för röllakan.
Daris har traditionellt vävts av ylle, bomull, jute och ibland också silke. I Brittiska Indien under 1800-talet ökade användningen av europeiska mönster, särskilt viktorianska blomstermönster. Vid mitten av 1900-talet byttes traditionella dari-motiv som ränder mot mera komplexa mönster samtidigt som traditionella färger som blått och rött vidgades till ett bredare spektrum med starka färger.
I Brittiska Indien vävdes daris mellan 1880 och 1920 i indiska fängelser. Dessa daris höll hög kvalitet i formgivning och tillverkning och anses ha bidragit till en uppgång för en hantverkstradition, som då var i nedgång.
Dhurries lanserades i USA under 1960-talet som designprodukter av den amerikanske mattformgivaren Irwin Carey, som anlitade den indiske mattgrossisten och -formgivaren Shyam Ahuja. Ahura har därefter byggt upp en stor tillverkning av dhurries i Indien och försäljning i Indien och på export till USA.